# Anand Batbileg
Anand Batbileg Chuluunbaatar (mongolisch Чулуунбаатарын Ананд-Батбилэгийн; * 2001 in München) ist ein deutscher Schauspieler.

## Leben
Anand Batbileg entstammt einer mongolischen Familie. Sein Vater war Mitarbeiter an der mongolischen Botschaft in Berlin.
Bekanntheit als Schauspieler erlangte Batbileg durch seine Rolle in Fatih Akins Spielfilm Tschick (2016). In der Verfilmung des gleichnamigen Jugendromans von Wolfgang Herrndorf schlüpfte er in die Titelrolle des 14-jährigen Russlanddeutschen Andrej („Tschick“) Tschichatschow, der sich gemeinsam mit seinem Berliner Mitschüler Maik (dargestellt von Tristan Göbel) in einem gestohlenen Lada quer durch Ostdeutschland in Richtung Walachei auf den Weg macht. Die deutsche Filmproduktionsfirma hatte erfolglos in Russland und der Mongolei nach einem passenden Schauspieler gesucht und schließlich Kontakt mit der mongolischen Botschaft aufgenommen. Dadurch erfuhr Batbilegs Vater vom Casting-Aufruf, den er seinem Sohn ausdruckte und ins Zimmer legte. Der Zettel, den Batbileg irrtümlich für Abfall gehalten hatte, tauchte erst Wochen später wieder auf, und er bewarb sich für die Rolle des „Tschick“. Batbileg überzeugte durch ein kurzes Video, in dem er die heikelsten Szenen des Films nachspielte. Regisseur Akin hatte auf „physiognomisch“ junge Darsteller für die Rollen von Tschick und Maik bestanden.
Während der Dreharbeiten zu Tschick, die zwischen die Schultage gelegt wurden, erlernte der 13-jährige Batbileg von einem Stuntman das Autofahren auf gesperrten Straßen (für die Aufnahmen selbst steuerte der Stuntman den Lada von einem Sitz auf dem Autodach aus). Da Batbileg mit einer Körpergröße von 1,80 m zwei Köpfe größer war als sein Leinwandpartner Tristan Göbel, musste Akin den Film im Format 1:1,85 drehen, anstatt in 1:2,35.
Für seine erste Filmrolle erhielt Batbileg teilweise auch Lob seitens des Fachpublikums. Peter Körte (Frankfurter Allgemeine Sonntagszeitung) begrüßte seine Verpflichtung: „Im Zusammenspiel mit Tristan Göbel sieht man die zögerliche Entwicklung, den Wechsel von Anziehung und Abgrenzung, der immer wieder neu justieren muss.“ Gerrit Bartels (Der Tagesspiegel) rezensierte, dass Akins Film „[...] in der Konzentration auf seine zwei Hauptfiguren im Zusammenspiel mit [...]“ Nicole Mercedes Müller, der Darstellerin von Isa, überzeuge. „Anand Batbileg wirkt kräftig, ein wenig burschikos – und doch steckt noch der kleine Junge in ihm. Wie reif er jedoch ist, zeigt sich, als er Maik erzählt, dass er sich eigentlich mehr zu Jungen hingezogen fühlt.“, so Bartels.
Nach dem Erfolg von Tschick absolvierte Batbileg Gastauftritte in den Serien Das Pubertier (2017) und You Are Wanted (2018). 2019 war er in der Folge Tote Erde der Kriminalserie Kommissarin Lucas als Umweltaktivist Paul zu sehen.
Anand Batbileg lebt mit zwei jüngeren Brüdern in Berlin-Pankow. Er besuchte dort die internationale Schule und zählte u. a. das Schlagzeugspielen in einer Big Band und Taekwondo zu seinen Hobbys.

## Filmografie
- 2016: Tschick
- 2017: Das Pubertier (Fernsehserie, 1 Folge)
- 2018: You Are Wanted (Serie, Staffel 2, Folge 3)
- 2019: Kommissarin Lucas – Tote Erde (Fernsehserie, 1 Folge)
- 2019: Tatort: Borowski und das Haus am Meer
- 2020: Wild Republic (Fernsehserie, 8 Folgen)
- 2023: SOKO Leipzig: Das Leben ist kein Ponyhof (Fernsehserie)

## Auszeichnungen
- New Faces Award 2017: Spezialpreis für Tschick (gemeinsam mit Tristan Göbel)
- Preis der deutschen Filmkritik 2017: Nominierung in der Kategorie Bester Darsteller für Tschick (gemeinsam mit Tristan Göbel)